# Ação de direito material
Ação de direito material é o poder que tem o particular de realizar, de satisfazer o seu direito subjetivo, independentemente da vontade ou do comportamento do obrigado. Entretanto, como a autotutela é vedada pelos ordenamentos jurídicos contemporâneos, o titular do direito subjetivo precisa socorrer-se ao poder judiciário através da ação de direito processual.
Teorizada pela primeira vez por Pontes de Miranda, com posteriores contribuições de Ovídio Baptista da Silva, representa a sobrevivência da actio romana no direito contemporâneo.